# Starman
Starman je priimek več znanih Slovencev:
- Anton Starman, planinski delavec (Celovec)
- Barbara Demšar Starman (* 1969), slikarka
- Bojan Starman (*1950), ekonomist in politik
- Danijel Starman (1940 - 2014), odvetnik in politik
- Danijel Starman ml. (*1962), ekonomist/organizatorik
- Franc Starman (1908 - 1982), duhovnik, župnik
- Janez Starman (1936 - 2013?), slikar, ilustrator, pedagog
- Janez Starman (*1971), pravnik, odvetnik, predsednik Odvetniške zbornice Slovenije, podžupan Kopra
- Marko Starman (*1969), pravnik, politik
- Metod Starman (+ 1978), inženir, strokovnjak za razsvetljavo